# Twenty Years
Twenty Years este single-ul cu numărul douăzeci și unu al trupei de rock alternativ Placebo, lansat pe 18 octombrie 2004, și una dintre cele două piese noi apărute pe albumul compilație Once More With Feeling. Placebo au interpretat acest cântec la concertul de binefacere Live 8, unul dintre puținele concerte pe care le-au avut în 2005.
Melodia a fost compusă în colaborare cu Paul Campion de la AC Acoustics. Referitor la asta, solistul Brian Molko își amintea: „Unul dintre cei mai buni prieteni ai mei este Paul Campion care a fost solistul AC Acoustics și care m-a ajutat mult cu versurile cântecului 'Every You Every Me'. De fiecare dată când aveam probe de sunet, el cânta mereu la chitară un acord și fredona 'There are twenty years to go'. Mereu am crezut că ar fi fost un cântec uluitor dar el nu l-a scris niciodată, și de vreme ce eram atât de buni prieteni, adesea, când cântam la chitară, ca să îmi aduc aminte de el, cântam acordul ăsta și pân-la urmă toți ne-am îndrăgostit de chestia asta și-am zis mereu că într-o zi o să îl transformăm într-un cântec. De abia acum șase luni am început să ne gândim serios să facem asta, și doar acum trei luni am făcut-o pe bune... și e posibil să fie cea mai tare piesă a noastră de până acum!”
Deși în varianta înregistrată, piesa are doar puțin peste patru minute, în concertele live ea poate atinge chiar și opt minute.

## Lista melodiilor

Coperta single-ului „Twenty Years”, varianta Enhanced CD

### CD
1. „Twenty Years” 4:19
2. „Twenty Years” (Fathom remix) 3:45

### 7 inch
Side A - „Twenty Years” 4:19 

Side B - „Detox Five” 2:51

### Enhanced CD
1. „Twenty Years” 4:19
2. „Detox Five” 2:51
3. „Twenty Years” (Osymyso's Birthday mix) 6:04
4. „Twenty Years” (video) 3:21

## Despre versuri
Melodia vorbește despre viață, așa cum este ea, cu bune și rele, despre timpul care nu poate fi oprit în loc: „And thems the breaks / For we designer fakes / We need to concentrate / On more than meets the eye” („Așa se scurge viața / Iar noi, copii pale / Trebuie să vedem / Dincolo de aparențe”) Versurile piesei fac aluzie, printre altele, și la droguri (versul „The punch-drunk and the blow”, „the blow” reprezentând un sinonim pentru cocaină).
Molko descrie piesa drept „melancolie epică pură, o reflecție asupra timpului care trece și asupra morții.”.

## Despre videoclip
Regizat de Simon Cracknell, videoclipul este filmat cu încetinitorul, având un caracter contemplativ, și nu deține o poveste propriu-zisă; pe scurt, e vorba doar de niște oameni care efectuează diferite acrobații în încăperea în care se află cei trei membri ai trupei. Prin diversitatea tipurilor umane și prin mișcările efectuate de personaje, clipul pare a sugera exact ceea ce sugerează și cântecul: curgerea vieții, care nu poate fi oprită, orice ai încerca.